# Federica Isola
Federica Isola, née le 22 septembre 1999 à Milan, est une escrimeuse italienne. Elle pratique l'épée.

## Carrière
Federica Isola a remporté deux fois consécutives le classement général de la Coupe du monde des cadets (2014 et 2015), puis trois fois consécutives la coupe du monde junior (2017, 2018 et 2019), remportant le championnat du monde junior cette dernière année, ainsi que chez les senior son premier podium en Coupe du monde et le titre national en individuel, s'imposant dès lors comme une escrimeuse de niveau international senior. Les mois suivants, elle est sélectionnée en équipe nationale et dispute les championnats d'Europe et les championnats du monde, décrochant dans les deux compétitions une médaille de bronze par équipes.

## Palmarès
- Jeux olympiques
  -  Médaille de bronze par équipes aux Jeux olympiques d'été de 2020 à Tokyo

- Championnats du monde
  -  Médaille d'argent par équipes aux championnats du monde 2023 à Milan
  -  Médaille de bronze par équipes aux championnats du monde 2019 à Budapest

- Championnats d'Europe
  -  Médaille de bronze par équipes aux championnats d'Europe 2019 à Düsseldorf
  -  Médaille de bronze par équipes aux championnats d'Europe 2023 (Jeux européens) à Cracovie